# Тхалелуанг

Озера Ной, Луанг та Сонгкхла

Тхалелуа́нг, Сонгкхла — озеро-лагуна в південному Таїланді, біля західних берегів Сіамської затоки Тихого океану на Малайському півострові.
Площа озера становить 782,8 км². Довжина — 75 км. Від моря відділене широкою косою, яка сформувалась при об'єднані кількох островів, що були намиті осадочними породами приток озера.
Озеро утворює своєрідну озерну систему, що складається безпосередньо з озера Луанг та озера Сап і затоки Тонгбен, що розташовані в його південно-східній частині і відокремлюються островом Мак.
Озерна улоговина неправильної форми, рівна на півночі та підвищена і порізана на півдні. В центральній частині із східного боку має півострів, що різко врізається в озеро. В південній частині багато островів, найбільші з яких Мак, Сікоха, Яйсо, Кра та Рап.
На північному заході, півдні, півострові та островах Сікоха і Мак — ліси. На півночі, півдні, в основі півострова та на острові Мак — поширені болота. Північне болото Пхрукхуанкхісіан перебуває під охороною конвенції Рамсар з 1998 року і є частиною заказника Тхаленойнон, утвореного 1975 року.
Річкою Луанг на півдні з'єднане з озером Сонгкхла, а річкою Нангпіан на півночі — з озером Ной.
Серед представників фауни озера виділяється занесений до Червоної Книги іравадійський дельфін.
На берегах озера багато поселень, найбільші з них це міста Ранот, Лампам, Лемчонгтханон, Тхонгбуа, Коюан та Хантхау-1.